# Коефіцієнт усадки
Коефіціє́нт уса́дки (рос. коэффициент усадки, англ. shrinkage coefficient, contraction coefficient, нім. Schrumpfmaβ n, Schrumpffaktor m, Absenkungsfaktor m, Mächtigkeitsschwund m, Schwindenfaktor m, Schrumpfenfaktor m) —
- 1) Відношення величини зменшен-ня відповідного розміру закладального масиву під впли-вом стискаючих зусиль до його початкового розміру.
- 2) Відношення об'єму матеріалу у посудині (кузов машини, вагонетка) до сумарного об'єму цього ж матеріалу у ковші навантажувальної машини. У випадку, якщо крупніють матеріалу значно менша габаритів ковша К.у. дорівнює одиниці. Для крупнодисперсних матеріалів з максимальною грудкою співвимірною з габаритами ковша К.у. менше одиниці.

Наприклад, для піску, шламів К.у. рівний одиниці, для рядового вугілля — 0,94, для скельних порід середньої міцності — 0,87, для міцних скельних порід — 0,79.